# Kanada i olympiska vinterspelen 2002
Kanada i olympiska vinterspelen 2002. Kanadas trupp bestod av 150 deltagare varav 85 var män och 65 var kvinnor. Den yngsta deltagaren var Jennifer Heil (18 år, 305 dagar) och den äldsta var Ken Tralnberg (45 år, 209 dagar).

## Medaljer

### Guld
- Ed Belfour, Rob Blake, Eric Brewer, Martin Brodeur, Theoren Fleury, Adam Foote, Simon Gagné, Jarome Iginla, Curtis Joseph, Ed Jovanovski, Paul Kariya, Mario Lemieux, Eric Lindros, Al MacInnis, Scott Niedermayer, Joe Nieuwendyk, Owen Nolan, Michael Peca, Chris Pronger, Joe Sakic, Brendan Shanahan, Ryan Smyth, Steve Yzerman— Ishockey, Herrarnas turnering
- Dana Antal, Kelly Béchard, Jennifer Botterill, Therese Brisson, Cassie Campbell, Isabelle Chartrand, Lori Dupuis, Danielle Goyette, Geraldine Heaney, Jayna Hefford, Becky Kellar, Caroline Ouellette, Cherie Piper, Cheryl Pounder, Tammy Shewchuk, Samantha Small, Colleen Sostorics, Kim St-Pierre, Vicky Sunohara, Hayley Wickenheiser— Ishockey, Damernas turnering
- Jamie Salé och David Pelletier — Konståkning, par
- Catriona Le May Doan — Skridsko, Damer 500m
- Beckie Scott — Längdskidåkning, Damer 5+5 km
- Marc Gagnon — Short track, men's 500 metres
- Éric Bédard, Marc Gagnon, Jonathan Guilmette, François-Louis Tremblay, och Mathieu Turcotte — Short track, Herrar 5000 m

### Silver
- Don Bartlett, Kevin Martin, Carter Rycroft, Ken Tralnberg och Don Walchuk — Curling, Herrarnas turnering
- Veronica Brenner — Freestyle, Dmer hopp
- Jonathan Guilmette — Short track, Herrar 500 m

### Brons
- Isabelle Charest, Marie-Eve Drolet, Amélie Goulet-Nadon, Alanna Kraus, Tania Vicent — Short track, Damer 3000 m stafett
- Diane Dezura, Kelley Law, Cheryl Noble, Julie Skinner och Georgina Wheatcroft — Curling, Damernas Turnering
- Deidra Dionne — Freestyle, Damer hopp
- Marc Gagnon — Short track, Herrar 1500 m
- Mathieu Turcotte — Short track, men's 1000 m
- Clara Hughes — Skridsko, Damer 5000 m
- Cindy Klassen — Skridsko, Damer 3000 m